# 一拳書館
一拳書館（英語：Book Punch），簡稱「一拳」，是香港的一間獨立書店，位於深水埗大南街169-171號大南商業大廈3樓，由龐一鳴於2020年9月10日創立。:67
該店取名自日本漫画《一拳超人》，以「一拳驚醒讀書人」為宗旨，希望能夠透過書本，讓大眾領略到閱讀並非只是文人雅士的玩意；:58而該店在營運上亦採用「不打折，買書送農產」及獨有的書籍分類系統。

## 歷史
一拳書館的創辦人龐一鳴早年就讀電影相關課程，畢業後曾任職於教育界，後來投身社會工作，曾發起「一年唔幫襯大地產商」（一年不光顧大地產商）行動，以實際行動方式反對大型地產商在各種民生事業的壟斷行為。2020年，反對逃犯條例修訂草案運動和2019冠状病毒病疫情對社會的持續影響，加上香港公共圖書館與大型書店於同年將部份可能違反《中華人民共和國香港特別行政區維護國家安全法》的書籍下架、教科書內容之修訂，及中国大陆部份學校移走乔治·奥威尔兩部諷刺小說的情形，在龐氏眼中是一種對於社會運動的「無聲打壓」，亦間接促成了其「開書店」的意願。:58-59
某天，龐氏曾在位於深水埗大南街的合舍參觀一個展覽，發現該處附近有一單位招租，而有關單位當時仍未交還予地產代理，於是他致電予業主了解。雖然2019冠状病毒病疫情窒礙了其與業主的簽約安排，但過了一段時間後，雙方終能就租約安排與租金達成協議。與此同時，龐氏亦透過在電腦建立一張Excel試算表，思考自己打算於書店販售的書籍清單。縱使他嘗試透過自身的人脈，與不同的書籍發行商聯絡，唯發行商的反應僅為一般，有部份更沒有回音；而該店亦曾聯絡台灣及北美地区的獨立出版社，商洽販售書籍事宜，亦有部份人士（如自費出版者）主動與書店聯絡，尋求於店內寄賣出版物。:64-65經過一番裝修之後，龐氏於2020年9月10日透過社交平台表示，將會於深水埗創立名為「一拳書館」的書店，並於同月18日起試業，為期十天；及後於同年10月1日正式開業。
2021年1月，該店獲伍集成文化教育基金邀請，與香港一間出版社合作，於灣仔集成中心一個空置舖位進行為期一個月的「獨立小書展」；同年7月，該書店以書攤形式，在灣仔富德樓舉行的「獨立出版迷你書展」中參展，而同場參展的獨立書店計有貳叄書房、見山書店等。

## 書店特色

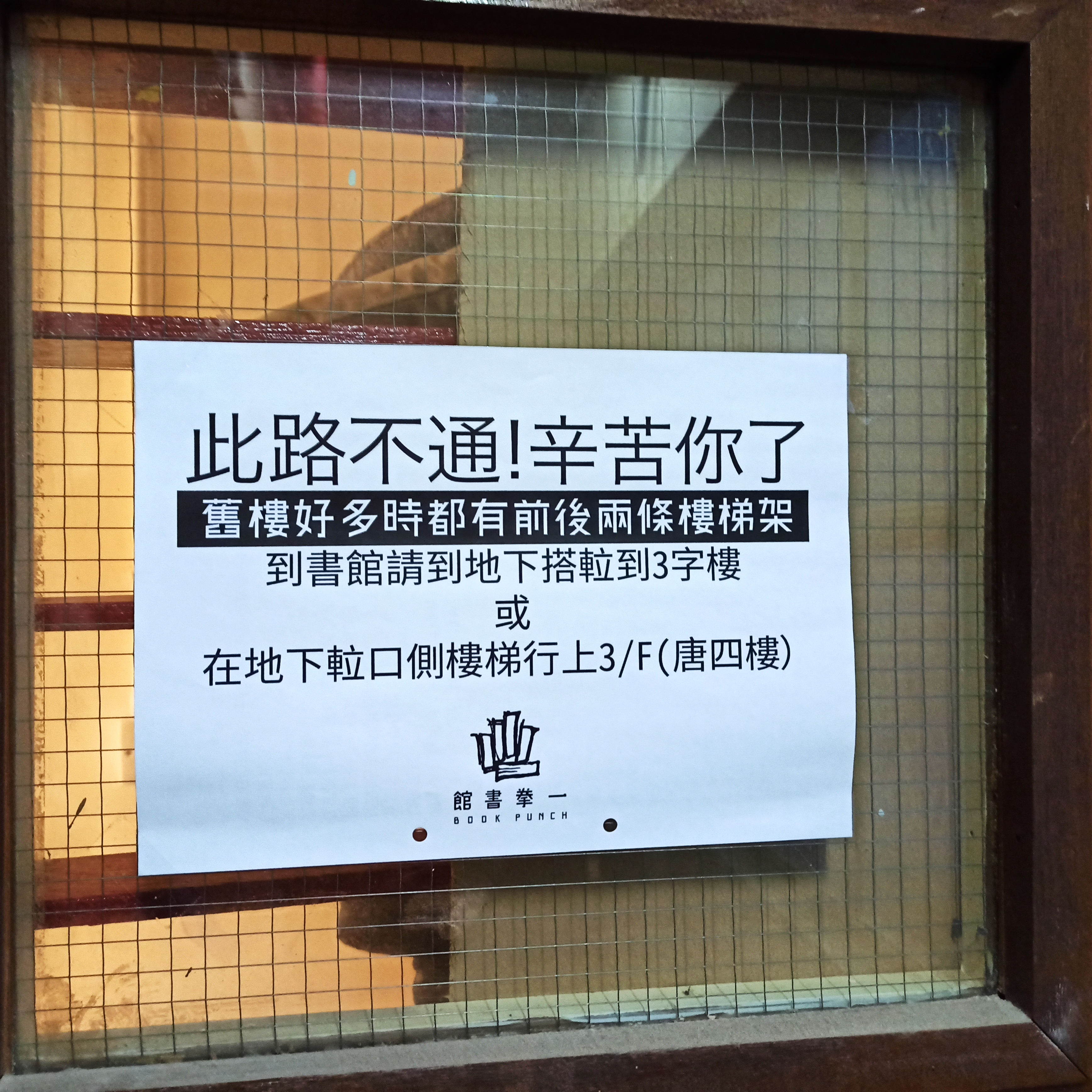
一拳書館位於深水埗的一所舊式大廈內，大廈的雙楼梯設計或令部份造訪者無法前往該店，故該店在部份無法通往書店的門外貼出告示，以提醒造訪者

香港獨立書店一般會向造訪者提供恆常的購書折扣優惠，但一拳書館沒有此安排，而是購物滿指定金額免費獲贈本地和臺灣生產的產品，諸如有機蔬菜、水果茶等，當中部份有機蔬菜是由該店員工於公眾街市購買。據該店指出，此舉旨在為本地生產者提供多一種銷售渠道，有助增加該店的銷售額。:63
而在書籍分類方面，該店並不像一般坊間書店般以「小说」、「生活」等作分類。除了劃設春山出版社、小典藏等以「出版社你好！」為名的獨立專櫃外，亦將其他選書以「無用之用」、「拉美在此」、「香港有譯」等十四個主題展陳。據該店創辦人指出，此舉旨在讓造訪者能夠接觸主流書店既有分類以外的書籍；而為免造訪者因上述主題名稱而一無所解，該店在部份主題名稱下方張貼紙張，讓造訪者在透過翻閱該主題架上的書籍後，再細閱相關紙張，從而明白該名稱的用意。此外，該店亦有一個名為「恩書」的小角落，除了擺放香港作家米哈的「恩書」，亦提供紙筆讓造訪者寫下自己心目中的「恩書」。:54-57, 62-63
在實用面積逾1000平方呎的空間裡，該店亦劃出一個空間用以舉辦各類活動。除簽書會、讀書會外，該店亦曾以「一拳學堂」為名的興趣班系列，由多名受反對逃犯條例修訂草案運動影響的人士擔任導師（該店稱他們為一群「有故事的人」），希望他們能夠透過教授健身、瑜伽等賺取收入。:60該店創立至今曾進行過不同類型的活動，當中包括陳健民的朗讀會、死亡體驗工作坊、監獄文學（書信文學的一種，透過撰寫書信與在監獄中服刑的人士溝通）興趣班、新書分享會等，亦曾於店內展出《陳健民獄中書簡》的插畫原作，並供造訪者購買。為配合不同種族人士及露宿者的閱讀需要，該店亦有舉辦一些供他們參與的活動。:62

## 各界反應
在書店正式營運後，有教育工作者曾造訪該店，發現在晚上時分的人流不俗:65；而有造訪者在接受傳媒訪問時，對該店的環境與書籍分類系統表示欣賞，認為該店可以找尋到一些無法於一般大型書店中展陳的書籍。2021年7月，香港書展在2019冠狀病毒病香港疫情緩和下重新展開，有傳媒亦借此介紹該店在內的數間獨立書店，以供市民去造訪。

## 相關事件
2020年10月，「一拳學堂」辦興趣班，聘請抗爭分子或釋囚為導師，招人付費報讀或贊助名額，聲稱收入是幫助「手足」。
2020年11月，開辦朗讀會，讓「佔中三子」之一的陳健民向視障讀者朗讀自己的監獄生活。
2021年1月，開辦「閱讀監獄文學及寫信給在囚者」課程，聲稱收取的費用在扣除「導師」費及成本後，餘下費用全數捐助社運釋囚組織「石牆花」。
2021年7月下旬，香港警务处国家安全处以「涉嫌串謀發佈煽動刊物」為由，拘捕言語治療師總工會五名成員，而該工會於2020至2021年間曾印製三本分別名為《羊村守衛者》、《羊村12勇士》及《羊村清道夫》的兒童繪本，並於該店在內的18間店舖分發，更曾於2021年6月在該店進行有關該系列書籍的親子讀書會。該店經理在接受傳媒訪問時，指出相關繪本印製量少，該店亦早已派畢，而負責人當時亦身處海外，暫不對此作進一步回應。
2022年9月「一拳書館」藉舉辦與清酒相關的讀書會為名，向參加者索取350元到書店共賞清酒，因此被控「無牌售賣酒類飲品」及違反《預防及控制疾病（規定及指示）（業務及處所）規例》，被判處罰款12,000元。
2023年8月，「一拳書館」借場地給民主派釋囚邵家臻及前區議員朱江瑋搞《坐監情緒學》新書分享會。
2024年「一拳書館」社交平台聲稱原計劃在一間中學舉辦以推理小說為主題的小型書展，以「文化」包裝的組織在校園及社區散播危害國家安全訊息荼毒學生，惟活動被市民投訴而取消。
2025年2月，「一拳書館」在Facebook 帖文售賣新反共產黨書籍《我逃離的帝國：從毛澤東到習近平，橫亙兩代人的覺醒之路》，但反應冷淡。

## 外部連結
- 一拳書館的Facebook專頁
- 一拳書館的Instagram帳戶